# La bandera Argentina
La bandera Argentina er en argentinsk stumfilm fra 1897 af Eugene Py.